# Bleszynskia besucheti
Bleszynskia besucheti är en fjärilsart som beskrevs av Stanislas Bleszynski 1963. Bleszynskia besucheti ingår i släktet Bleszynskia och familjen Crambidae. Inga underarter finns listade i Catalogue of Life.